# Andrea Caroppo
Andrea Caroppo (ur. 26 czerwca 1979 w Poggiardo) – włoski polityk, prawnik i samorządowiec, poseł do Parlamentu Europejskiego IX kadencji, parlamentarzysta krajowy.

## Życiorys
W 1997 ukończył liceum klasyczne w Maglie, a w 2002 studia prawnicze na Katolickim Uniwersytecie Najświętszego Serca w Mediolanie. Przez kilka lat pracował jako nauczyciel akademicki. W 2007 uzyskał uprawnienia adwokata w ramach izby adwokackiej dla prowincji Lecce. Działacz Ligi Północnej. W 2010 i 2015 wybierany na radnego regionalnego w Apulii. Był także radnym miejscowości Minervino di Lecce. Objął funkcję sekretarza regionalnego ruchu „Lega per Salvini Premier” w Apulii.
W wyborach w 2019 uzyskał mandat deputowanego do Parlamentu Europejskiego IX kadencji. W październiku 2020 zrezygnował z członkostwa w Lidze Północnej. Związał się z ugrupowaniem Forza Italia, w 2022 z jego ramienia wszedł w skład Izby Deputowanych XIX kadencji.